# Knut Holmqvist
Knut Holmqvist (n. 15 iulie 1918, Trollenäs⁠(d), Malmöhus⁠(d), Suedia – d. 28 august 2000, Rydsgård⁠(d), Comitatul Scania, Suedia) a fost un trăgător de tir ce a reprezentat Suedia, medaliat olimpic. A participat la o ediție a Jocurilor Olimpice (1952) în care a câștigat o medalie de argint.

## Participări
Lista de mai jos prezintă principalele competiții la care a participat Knut Holmqvist de-a lungul carierei.
- shooting at the 1952 Summer Olympics – men's trap[*]